# Esfera de Strömgren
Em astrofísica teórica, uma esfera de Strömgren é uma esfera de hidrogénio ionizado (H II) ao redor de uma estrela jovem de classe espectral O ou B. Sua contra parte no mundo real são as regiões HII, um tipo de nebulosa de emissão, da qual a mais proeminente é a Nebulosa da Roseta. Foi descoberta por Bengt Strömgren em 1937 e logo nomeada em sua honra.